# 123 (số)
123 (một trăm hai mươi ba) là một số tự nhiên ngay sau 122 và ngay trước 124.